# 増長院 (松戸市)
増長院（ぞうちょういん）は、千葉県松戸市にある真言宗系の単立寺院。

## 歴史
創建年代は不明である。ただ1245年（寛元3年）の石碑や鎌倉時代から室町時代前期にかけての板碑が存在することから、鎌倉時代には既に存在していたものと推測される。
当初は曹洞宗の寺院であったが、大正時代に真巌覚定尼が中興した。真巌覚定尼の宗派は真言宗であり、寺も真言宗（単立）に転宗した。1969年（昭和44年）に本堂が再建されている。

## 交通アクセス
- 松戸駅より徒歩13分。